# Moyosi rugosa
Espèce
Synonymes
- Sphecozone rugosa Millidge, 1991

Moyosi rugosa est une espèce d'araignées aranéomorphes de la famille des Linyphiidae.

## Distribution
Cette espèce est endémique de la province de Buenos Aires en Argentine,.

## Description
La femelle holotype mesure 2,0 mm

## Publications originales
- Millidge, 1991 : Further linyphiid spiders (Araneae) from South America. Bulletin of the American Museum of Natural History, no 205, p. 1-199 (texte intégral).